# Michał Rusinek (literaturoznawca)
Michał Maciej Rusinek (ur. 31 stycznia 1972 w Krakowie) – polski literaturoznawca, tłumacz, pisarz, doktor habilitowany nauk humanistycznych, profesor Uniwersytetu Jagiellońskiego. Sekretarz Wisławy Szymborskiej, a po jej śmierci prezes fundacji jej imienia.

## Życiorys
W latach 1991–1996 studiował polonistykę na Uniwersytecie Jagiellońskim. W 2002 uzyskał stopień doktora na podstawie pracy Między klasyczną retoryką a ponowoczesną retorycznością. W 2013 na podstawie dorobku naukowego oraz monografii pt. Retoryka obrazu. Przyczynek do percepcyjnej teorii figury uzyskał stopień naukowy doktora habilitowanego. Specjalizuje się w teorii literatury i teorii retoryki. Został adiunktem w Katedrze Teorii Literatury na Wydziale Polonistyki UJ. A od 2022 roku współpracuje z Katedrą Teorii Komunikacji na tym samym wydziale.
Został sekretarzem Wisławy Szymborskiej wkrótce po otrzymaniu przez nią Nagrody Nobla. Stało się to dzięki pośrednictwu jej znajomej, Teresy Walas, która była promotorką pracy magisterskiej Rusinka. Sekretarzem poetki był do jej śmierci.
Był członkiem honorowego komitetu poparcia Bronisława Komorowskiego przed przyspieszonymi wyborami prezydenckimi 2010 oraz przed wyborami prezydenckimi w Polsce w 2015 roku.
Jest autorem nazw żartobliwych gatunków literackich stworzonych przez Szymborską: lepiej, odwódka i moskalik.
Od kwietnia 2012 roku jest prezesem Fundacji Wisławy Szymborskiej.
W 2014 roku był jurorem w konkursie na najlepszy limeryk o orzeszkach firmy Felix.
W 2019 powołano go w skład Rady Języka Polskiego VII kadencji (2019–2022). Od 2020 współpracuje z Radiem Nowy Świat.
Od 2021 roku zasiada w kapitule konkursu Literacka Podróż Hestii.
W 2024 przed wyborami samorządowymi wsparł kandydaturę Aleksandra Miszalskiego z Koalicji Obywatelskiej na urząd prezydenta miasta Krakowa, a przed wyborami do Parlamentu Europejskiego poparł Jagnę Marczułajtis-Walczak z tego samego ugrupowania.
W 2025 wybrano go na członka czynnego Wydziału VI Twórczości Artystycznej PAU.

## Życie prywatne
Jest bratem ilustratorki Joanny Rusinek, z którą współtworzy książki dla dzieci „Zaklęcie na W”, „Mały Chopin” i „Kefir w Kairze”.

## Publikacje
- Między retoryką a retorycznością, Kraków 2003.
- Retoryka podręczna. Czyli jak wnikliwie słuchać i przekonująco mówić, Kraków 2005 (współautor: Aneta Załazińska).
- Prowincjonalne zagadki kryminalne, Warszawa 2006 (współautor: Antonina Turnau).
- Limeryki, Warszawa 2006.
- Kopciuszek, Warszawa 2006.
- Jak przeklinać? Poradnik dla dzieci, Kraków 2008.
- Mały Chopin, Kraków 2009.
- Wierszyki domowe. Sześć i pół tuzinka wierszyków Rusinka, 2012[16].
- Co ty mówisz?! Magia słów, czyli retoryka dla dzieci, Łódź 2013 (współautor: Aneta Załazińska)[17].
- Limeryki i inne wariacje, Warszawa 2014.
- Nic zwyczajnego. O Wisławie Szymborskiej, Kraków 2016
- Jak przekręcać i przeklinać. Poradnik dla dzieci, Kraków 2016
- Pypcie na języku, Warszawa 2017
- Kefir w Kairze. Rymowany przewodnik po miastach świata, Wydawnictwo: Znak emotikon 2018
- Niedorajda, czyli co nam radzą poradniki, Warszawa 2019
- Dobra zmiana, czyli jak się rządzi światem za pomocą słów (współautorka: Katarzyna Kłosińska), Kraków 2019
- Zero zahamowań, Warszawa 2020
- Rodzinne rymowanki w domu (współautorka: Katarzyna Huzar-Czub), Warszawa 2021, ISBN 978-83-962430-2-7
- Wszystkie kolory świata (opowiadanie), Warszawa 2021, ISBN 978-83-268-3624-4
- Psia skrętka, czyli przewodnik po dziecięcych przekleństwach, Kraków 2021, ISBN 978-83-240-7571-3
- Chuligator, czyli przewodnik po dziecięcych przekrętach, Kraków 2021, ISBN 978-83-240-7570-6
- Wytrzyszczka, czyli tajemnice nazw miejscowości, Kraków 2021, ISBN 978-83-240-7507-2
- Kefir w Kairze, czyli podróże palcem po mapie, Kraków 2021, ISBN 978-83-240-7572-0
- Mroczny Eros, Warszawa 2021, ISBN 978-83-268-3749-4
- Podbipięta, czyli co się kryje w nazwiskach, Kraków 2022, ISBN 978-83-240-7584-3
- Abecadło, Gdynia 2022, ISBN 978-83-67168-67-0
- Rodzinne rymowanki (współautorka: Katarzyna Huzar-Czub, Katarzyna Kossak), Gdynia 2022, ISBN 978-83-67168-73-1
- Krużganek oświaty czyli co mówią do nas politycy, Warszawa 2023
- Sennik dla dzieci (współautorka: Maria Brzozowska), Warszawa 2023, ISBN 978-83-10-13782-1
- Szalik. O Wisławie Szymborskiej dla dzieci, Poznań 2023, ISBN 978-83-67616-98-0
- Ptak Dodo, czyli co mówią do nas politycy, Kraków 2023, ISBN 978-83-240-6702-2
- Makabreski (współautor: Sebastian Kudas), Kraków 2023, ISBN 978-83-7866-543-4
- Nadbagaż, Kraków 2024, ISBN 978-83-240-6288-1

## Nagrody
- Polska Sekcja IBBY (2018): nagroda literacka za książkę dla dzieci Jaki znak twój? Wierszyki na dalsze 100 lat niepodległości[18]
- Literacka Nagroda Wielkopolskich Czytelników (2024)[19]